# Gală (botanică)

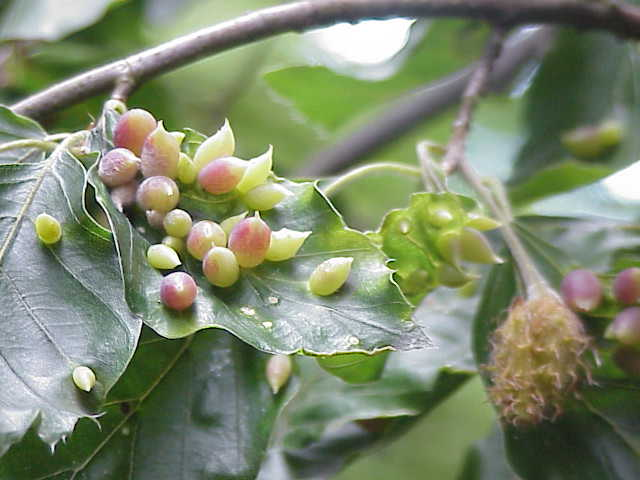
Gale de Mikiola fagi pe frunzele de fag.

O gală este un tip de excrescență anormală care apare pe frunzele stejarului (în acest caz mai este cunoscută și ca gogoașă de ristic) sau ale altor plante.  Galele sunt cauzate în general de înțepăturile unor insecte parazite.